# 2019 у науці
Ця стаття присвячена головним науковим подіям у галузі науки в 2019 році.

## Події

### Січень
- 1 січня — зонд НАСА New Horizons здійснив обліт астероїда 2014 MU69[1].
- 3 січня — китайський апарат «Чан'е-4» вперше здійснив посадку на зворотному боці Місяця[2].
- 6 січня — часткове сонячне затемнення[en] (Східна Азія та Аляска).
- 9 січня — журнал «Nature» опублікував про відкриття 13 космічних швидких радіоімпульсів, іменованих FRB 180814, що були зафіксовані радіотелескопом CHIME[en] в Британській Колумбії, Канада[3].
- 15 січня — у герметичному контейнері китайського апарата Чан'е-4 вперше на Місяці проросло насіння бавовни[4].
- 21 січня — повне місячне затемнення, яке можна було спостерігати на більшій частині Європи, у Північній та Південній Америці[5].
- 24 січня — повідомлено про розшифрування геному аксолотля вченими Університету Кентуккі[6]

### Лютий
- 13 лютого — НАСА офіційно оголосило про завершення роботи марсоходу «Оппортьюніті», з яким було перервано зв'язок 10 червня 2018 року. Він пропрацював на Марсі 15 років та 8 місяців замість запланованих 92 діб[7][8].
- 20 лютого — Міністерство оточуючого середовища та енергетики Австралії офіційно підтвердило вимирання гризунів виду Melomys rubicola. Це перший вид, вимирання якого відбулося через глобальне потепління[9].
- 21 лютого:
  - Повідомлено про синтез нового типу нуклеїнових кислот, названого Хатімодзі ДНК. Вона складається з восьми нуклеотидів — чотирьох природних та чотирьох штучно синтезованих.[10]
  - В Індонезії знайдено бджолу Megachile pluto, яку вважали вимерлою понад 30 років тому. Цей вид є найбільшим представником родини бджолиних[11].
- 22 лютого — SpaceX провела успішний запуск ракети-носія Falcon 9 з першим в історії приватним місячним зондом. Це апарат «Beresheet» ізраїльської організації SpaceIL[12].

### Березень

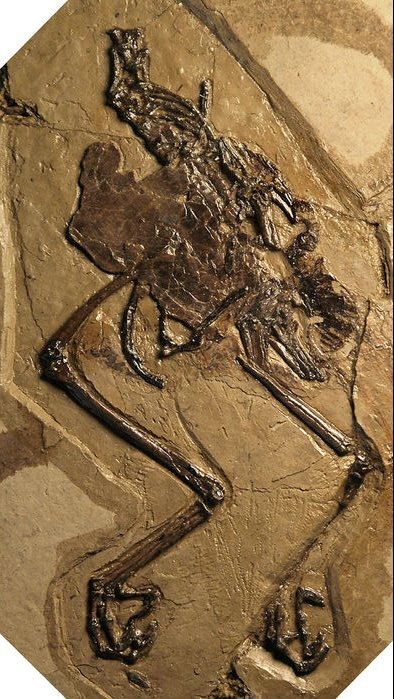
Рештки викопного птаха Avimaia schweitzerae

- 2 березня — перший запуск першого приватного космічного корабля SpaceX Dragon 2 до МКС — SpaceX DM-1[13].
- 11 березня — група вчених з Японії та Росії повідомили про ядро клітини з мамута, яке продемонструвало біологічну активність після перенесення в клітину миші[14].
- 14 березня — запуск пілотованого космічного корабля «Союз МС-12» до МКС з учасниками 59/60-ї експедицій. Перший запуск після аварії корабля «Союз МС-11»[15].
- 20 березня — палеонтологи повідомили про знахідку Avimaia schweitzerae, першого викопного птаха, в тілі якого знайдено сформоване яйце. Птах існував 115 млн років тому в Північно-Західному Китаї.[16]

### Квітень

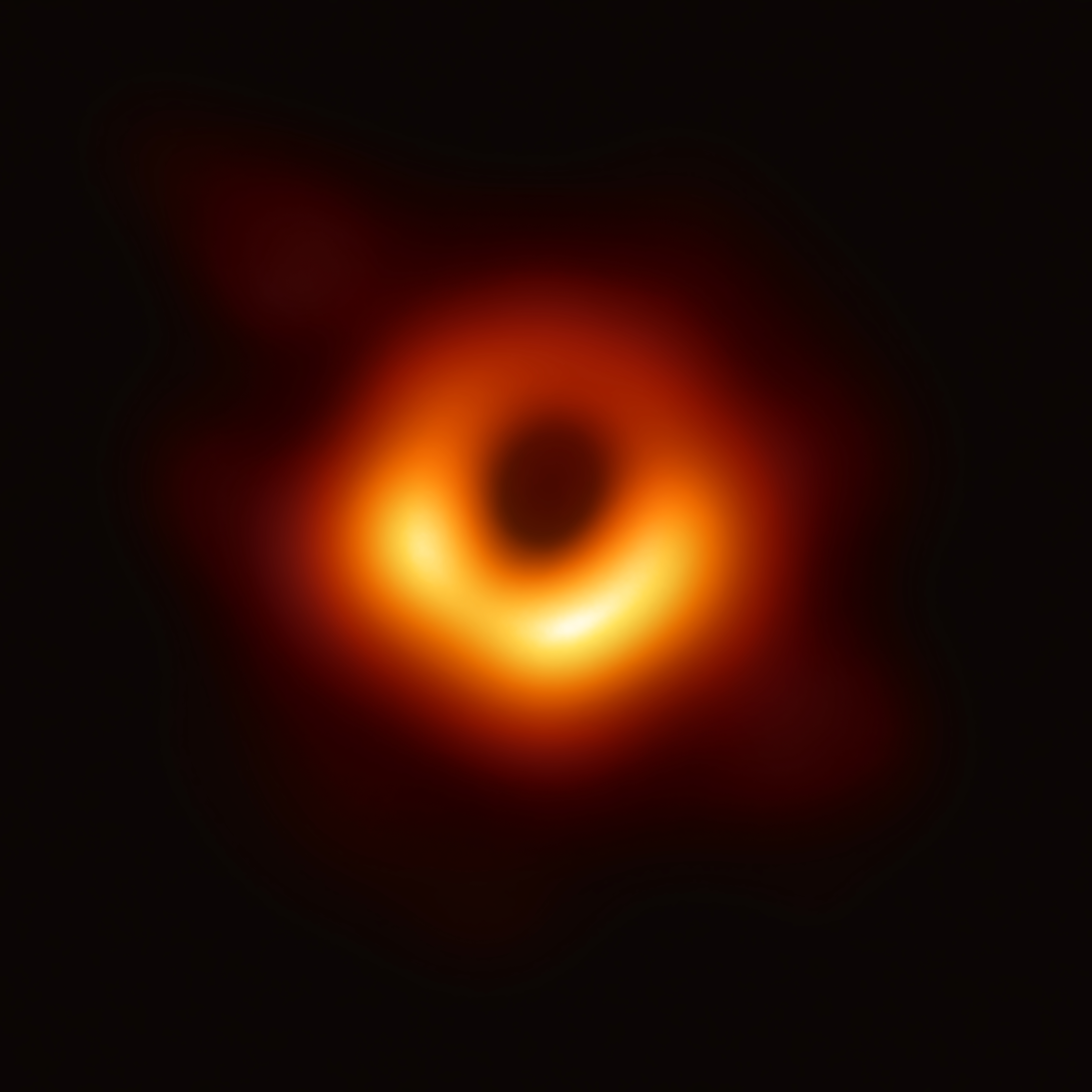
Перша фотографія чорної діри, 10.04.2019

- 1 квітня — вчені вперше за допомогою комп'ютера створили бактеріальний геном, який було названо Caulobacter ethensis-2.0[17].
- 6 квітня — японський зонд «Хаябуса-2» вперше зібрав зразки ґрунту астероїда Рюгу[18].
- 10 квітня:
  - Астрофізики, що працюють у проекті Event Horizon Telescope, повідомили про отримання першої фотографії чорної діри, що розташовано у центрі галактики М87 на відстані 54 млн світлових років[19][20].
  - За палеонтологічними рештками описано новий вид людей — людина з Кальяо (Homo luzonensis), який мешкав 67 тис. років тому на Філіппінах[21][22].
- 11 квітня — перший комерційний запуск ракети Falcon Heavy компанії SpaceX із супутником Arabsat-6A. Усі три перших ступені ракети-носія успішно повернулися на землю[23].
- 17 квітня — після тривалих досліджень астрономи повідомили про виявлення в планетарній туманності NGC 7027 молекули гідриду гелію (HeH+), яка була першим типом молекул у Всесвіті після Великого вибуху[24].
- 23 квітня — НАСА повідомило про першу фіксацію за допомогою спускного апарата InSight марсотруса на планеті Марс[25].

### Травень
- 15 травня — дослідники повідомили про створення нової синтетичної (можливо, штучної) форми життя, варіанту бактерій Escherichia coli, шляхом зменшення природної кількості кодонів у геномі бактерій з 64 до 59, що відповідає кодуванню 20 амінокислот[26].
- 22 травня — науковці повідомили про знахідку у Північній Канаді викопного гриба Ourasphaira giraldae, який міг зростати на землі на мільйони років раніше, ніж рослини завоювали суходіл[27].
- 23 травня — астрономи повідомили про виявлення великої кількості води у північному регіоні планети Марс[28].
- 27 травня — у Малайзії помер останній самець суматранського носорога, у цього виду живою залишилася лише одна самка[29].

### Червень
- 10 червня — науковці з Великої Британії визначили близько 600 видів рослин, які зникли з часів індустріальної революції. Такі темпи зникнення у 500 разів швидші, ніж природного вимирання.[30]
- 12 червня — на 234-х зборах Американського астрономічного товариства повідомлено про відкриття холодних квазарів[31].
- 21 червня — опубліковано друге за всю історію відео гігантського кальмара у глибоководних умовах[32].
- 22 червня — вчені, які працюють з марсоходом «К'юріосіті» повідомили про виявлення найбільшої концентрації метану (21 ppbv) в атмосфері Марса. Передбачається, що він міг виникнути геологічним шляхом.[33]

### Липень
- 2 липня — повне сонячне затемнення[en] (Південна Америка і південний край Північної Америки)[34][35].
- 10 липня — антропологи повідомили про знахідку у Греції фрагменту черепу Homo sapiens віком 200 тисяч років, що є найдавнішою знахідкою людини розумної за межами Африки[36][37].
- 11 липня — японський зонд «Хаябуса-2» вдруге зібрав зразки ґрунту астероїда Рюгу[38].
- 12 липня — фізики повідомили про отримання першого зображення сплутаних квантових станів[39].
- 13 липня — запущено російсько-німецьку орбітальну астрофізичну обсерваторію Спектр-РГ[40].
- 16 липня — місячне затемнення[en] (Місячний сарос 139) в Антарктиді, Африці, Південній Америці, Європі, Азії та частині Північної Америки[41].
- 20 липня — запуск космічного корабля «Союз МС-13» із трьома космонавтами на борту, учасниками експедицій МКС-60/61 на МКС[42].
- 22 липня — Індія успішно запустила на Місяць міжпланетну станцію Чандраян-2[43].
- 25 липня — запуск вантажного корабля Dragon місії CRS-18 компанії SpaceX до МКС[44].

### Серпень
- 6 серпня — вчені з Університету Лідса створили нову найтоншу форму золота товщиною лише 2 атоми, його товщина за метричною системою становить 0,47 нанометра. Це перше виробництво повністю самостійного 2D-золота.[45][46].
- 7 серпня — вчені повідомили про відкриття вимерлого папуги Heracles inexpectatus, знайденого в Новій Зеландії. Це найбільший з відомих папуг, він важив 7 кг[47].
- 9 серпня — науковці повідомили про отримання культури мікроорганізмів Lokiarchaeota, які можуть пояснити еволюцію еукаріотичних клітин з більш просто побудованих бактеріальних клітин[48].
- 15 серпня — за даними Національного управління океанічних і атмосферних досліджень липень 2019 став найбільш спекотним за весь період спостережень. Середня температура була на 0.95 °C вища, ніж у середньому в XX ст.[49]
- 19 серпня — п'ять малих супутників Юпітера отримали офіційні власні назви — Пандія, Ерса, Ейрене, Філофросіна та Евфема[50].
- 27 серпня — прототип космічного корабля Starship — Starhopper успішно здійснив пробний політ тривалістю 57 сек., під час якого піднявся на висоту 150 м та здійснив м'яке вертикальне приземлення[51].

### Вересень
- 6 вересня — індійський спускний апарат місії «Чандраян-2» зазнав невдачі під час спроби посадки на поверхню Місяця[52].
- 11 вересня — астрономи вперше виявили воду на екзопланеті K2-18b. Це перший випадок, коли воду було знайдено на екзопланеті, що знаходиться в зоні, придатній для життя[53].
- 16 вересня:
  - За допомогою радіотелескопу Green Bank Telescope пульсар, названий J0740+6620, який є найбільш масивним серед відомих нейтронних зорей — важить 2,17 сонячних мас та має діаметр лише близько 30 км[54].
  - Американські генні інженери за допомогою технології CRISPR вперше видалили у бактерії Enterococcus faecalis ген, що відповідає за резистентність до антибіотиків[55].
- 19 вересня — вперше на основі аналізу ДНК, отриманої з викопних решток, реконструйовано зовнішній вигляд денисівської людини[56][57].
- 24 вересня — астрономи повідомили про відкриття міжзоряної комети C/2019 Q4 (Борисова), яка стала другим в історії міжзоряним об'єктом. Комета досягне перигелія близько 7 грудня 2019 року[58].
- 25 вересня — запуск пілотованого космічного корабля «Союз МС-15» до МКС з трьома космонавтами на борту, серед яких вперше громадянин з Об'єднаних Арабських Еміратів[59].
- 30 вересня — від шельфового льодовика Еймері в Антарктиди відколовся найбільший за останні 50 років айсберг. Він отримав назву D28, має площу 1636 км² та важить 315 мільярдів тонн[60].

### Жовтень
- 7 жовтня — Скотт Шеппард та його команда з Інституту Карнегі відкрили 20 нових супутників Сатурна. Загальна кількість їх сягнула 82. Сатурн став планетою з найбільшою кількістю супутників та обійшов за цим показником Юпітер.[61]
- 16 жовтня — в Єгипті поблизу міста Луксор археологи знайшли 20 стародавніх дерев'яних саркофагів[62].
- 18 жовтня — Крістіна Кох та Джессіка Меїр під час роботи 61-ї експедиції на МКС здійснили вперше в історії космонавтики вихід у відкритий космос одночасно двох жінок-астронавток[63].
- 21 жовтня — науковці з Гарвардського університету описали новий, більш ефективний ніж CRISPR, метод генної інженерії, що отримав назву «prime editing»[64][65].
- 29 жовтня — результати, опубліковані в журналі Nature, свідчать, що анатомічно сучасна людина виникла на території Ботсвани 200 тисяч років тому[66].
- 30 жовтня — результати широкомасштабних досліджень в Німеччині свідчать про скорочення на третину чисельністі комах протягом 2008—2017 рр.[67]

### Листопад
- 4 листопада — НАСА повідомило, що вперше отримало сигнал з-за меж Сонячної системи, його надіслав космічний апарат «Вояджер-2»[68].
- 6 листопада — описано викопний вид європейських приматів з родини Гомінід — Danuvius guggenmosi, який жив 11.62 млн років тому. Він міг пересуватися як на 4 так і на 2 кінцівках[69].
- 15 листопада — японські вчені з університету Ямагата виявили в перуанській пустелі Наска 143 нових малюнків гігантського розміру[70].
- 18 листопада — вперше створено повну карту Титана, найбільшого супутника Сатурна. Це стало можливим завдяки місії НАСА Кассіні[71].
- 27 листопада — повідомлено про знахідку скам'янілостей Caveasphaera — ембріону багатоклітинного організму в гірській породі віком 609 млн років. Передбачають, що це міг бути один з найдавніших представників тварин.[72][73]

### Грудень
- 5 грудня — запуск вантажного корабля Dragon місії CRS-19 компанії SpaceX до МКС[74].
- 9 грудня — у Китаї народилися перші в світі гібриди мавп і свиней, отримані шляхом введеня до ембріонів свиней штучно вирощених клітин мавп Macaca fascicularis[75].
- 11 грудня — в Індонезії на острові Сулавесі було знайдено печерні малюнки із зображенням сцени полювання, вік яких оцінюють в 44 тисячі років. Вони можуть стати найстарішим витвором образотворчого мистецтва, створеного людиною.[76]
- 18 грудня — запуск космічного телескопа Хеопс, розробленого Європейським космічним агентством[77].
- 20 грудня — перший запуск до МКС космічного корабля CST-100 Starliner (місія Boeing Orbital Flight Test), розробленого компанією Boeing. Проте через проблеми із програмним забезпеченням, він не вийшов на задану орбіту та не зможе стикуватися з МКС.[78].
- 26 грудня — кільцеподібне сонячне затемнення, яке можна було спостерігати в окремих районах Азії, Африки, Східної Європи і Австралії[79].

## Нагороди
- Абелівська премія: Карен Уленбек (Техаський університет)[80].

### Нобелівська премія
- Премію з фізіології або медицини отримали американці Вільям Келін, Грег Семенза та британець Пітер Реткліфф за дослідження того, як клітини реагують та адаптуються до доступності кисню[81].
- Премію з фізики отримали канадець Джеймс Піблс за теоретичні відкриття у фізичній космології та швейцарці Мішель Майор і Дідьє Кело за відкриття екзопланети, що обертається навколо сонцеподібної зірки[82].
- Премію з хімії отримали американець Джон Гудінаф, британець Стенлі Віттінгем та японець Йосіно Акіра за розробку літій-іонних батарей[83].
- Премію імені Нобеля з економіки отримали американці Абхіджит Банерджі, Естер Дюфло та Майкл Кремер за експериментальний підхід до боротьби з бідністю[84].

## Люди, які зробили найвагоміший внесок у науковій сфері, цього року за версією Nature
У грудні 2019 журнал Nature назвав десять людей року, які зробили значущий внесок у наукову сферу в 2019 році:
1. Фізик з Бразилії Рікарду Гальвано — представив звіт про зникнення лісів у долині Амазонки.
2. Астрофізик з Канади Вікторія Каспі — досліджує швидкі радіосплески.
3. Нейролог із США Ненад Сестао — йому вдалося підтримувати життя мозку свиней до 36 годин після їх смерті.
4. Еколог з Аргентини Сандра Діас — координатор роботи 145 експертів з 50 країн, результатом їхньої роботи став масштабний звіт про біорізноманіття.
5. Мікробіолог з Демократичної Республіки Конго Жан-Жак Муембе Тамфем, дослідник хвороби, викликаної вірусом Ебола.
6. Палеоантрополог з США Йоханнес Хайле-Селассіє — виявив добре збережений череп анамского австралопітека.
7. Спеціаліст з етики Венді Роджерс з Австралії — керівник міжнародної групи, яка бореться проти порушень при трансплантації органів у Китаї.
8. Імунолог з Китаю Хункі Ден — довів безпеку CRISPR-редагування в терапії ВІЛ.
9. Фізик з США Джон Мартініс — керівник лабораторії Google по розробці квантових комп'ютерів.
10. Екоактівістка зі Швеції Ґрета Тунберґ — привертає увагу до проблем зміни клімату. Нещодавно вона стала людиною року за версією Тайм.

## Померли
- 6 лютого — Манфред Ейген, 91, німецький фізико-хімік, Нобелівський лауреат з хімії (1967).
- 1 березня — Алфьоров Жорес Іванович, 88, радянський та російський фізик, лауреат Нобелівської премії з фізики (2000).
- 13 квітня — Пол Грінгард, 93, американський вчений, нейробіолог, лауреат Нобелівської премії з фізіології і медицині 2000 року.
- 27 липня — Джон Роберт Шріффер, 88, американський фізик, лауреат Нобелівської премії з фізики (1972).
- 3 серпня — Кардашов Микола Семенович, 87, російський астроном, академік РАН (1994); директор Інституту космічних досліджень РАН.
- 7 серпня — Кері Малліс, 74, американський біохімік, лауреат Нобелівської премії з хімії (1993).
- 4 грудня — Александров Борис Георгійович, 61, доктор біологічних наук, професор, член-кореспондент НАН України, директор Інституту морської біології НАН України. Загинув під час пожежі в Одесі.
- 13 грудня — Шеляг-Сосонко Юрій Романович, 86, український ботанік, академік НАН України.